# Mortal Throne of Nazarene
Mortal Throne of Nazarene è il secondo album in studio del gruppo musicale death metal Incantation, pubblicato nel 1994 dalla Relapse Records.

## Tracce
1. Demonic Incarnate – 5:51
2. Emaciated Holy Figure – 3:47
3. Iconoclasm of Catholicism – 3:15
4. Essence Ablaze – 3:24
5. Nocturnal Dominium – 5:41
6. The Ibex Moon – 4:36
7. Blissful Bloodshower – 0:52
8. Abolishment of Immaculate Serenity – 8:10

## Formazione
- Craig Pillard - voce, basso, chitarra
- John McEntee - chitarra, basso
- Dan Kamp - basso
- Jim Roe - batteria